# 만리방화벽
방화장성(중국어: 防火长城)은 자국내 인터넷을 규제하기 위하여 중화인민공화국이 강제하는 법적 조치와 기술의 결합이다. 중화인민공화국의 인터넷 검열의 역할은 선별된 외국 웹사이트로의 접근을 차단하고 국경을 넘는 인터넷 트래픽의 속도를 떨어트리는 것이다. 한국어로는 만리 방화벽, 영어로는 그레이트 파이어월 오브 차이나(Great Firewall of China, GFW)로 불린다.
외부 정보원으로의 접근 제한, 외부 인터넷 도구(예: 구글 검색, 페이스북, 트위터, 위키백과 등) 및 모바일앱 차단, 외국 기업이 국내 규제를 준수할 것을 요구한다. 검열 외에도 GFW는 중국 내부 인터넷 경제 개발에도 영향을 미치고 있으며 이는 중국 내 기업을 길러냄으로써 또, 외국 인터넷 기업의 제품의 효율성을 감소시킴으로써 이루어진다.
방화장성은 한때 금순공정의 일부로서 SIIO이 운영하였다. 2013년부터 이 만리방화벽은 CAC(Cyberspace Administration of China)에서 기술적으로 운영하고 있다.
일국양제의 원칙에 언급되어 있듯이 홍콩과 마카오 등의 중국의 특별행정구들은 이 만리방화벽에 영향을 받지 않는데, 그 이유는 이 행정구들이 저들만의 정부 및 법적 체계를 갖고 있으므로 어느 정도의 자치권을 즐기기 때문이다. 그럼에도 불구하고 미국 국무부는 중국중앙정부기관들이 이 지역의 인터넷 이용을 밀접히 감시하고 있다고 보고하였다.

## 같이 보기
- 죽의 장막
- 베를린 장벽
- 만리장성
- 중화인민공화국의 인터넷 검열
- 중화인민공화국의 정치
- 암호

## 참고 문헌
- Nilekani, Nandan, "Data to the People: India's Inclusive Internet", en:Foreign Affairs, vol. 97, no. 5 (September / October 2018), pp. 19–26.
- Segal, Adam, "When China Rules the Web: Technology in Service of the State", en:Foreign Affairs, vol. 97, no. 5 (September / October 2018), pp. 10–14, 16–18.